# K-1 World Grand Prix Final 2006
Op 2 december 2006 werd de K-1 World Grand Prix Final 2006 gehouden in de Tokyo Dome, Japan. In totaal streden achttien zwaargewicht K-1-vechters van over de gehele wereld tegen elkaar om de wereldbeker. Het evenement trok 70 000 bezoekers waarmee de Dome was uitverkocht.
De wedstrijd werd in Nederland uitgezonden door SBS6. De presentatie werd verzorgd door Edward van Cuilenborg en Fred Royers van Eurosport.

## Overzicht van wedstrijden

### Openingswedstrijden
| Takumi Sato  | vs | Tsutomu Takahagi    |
| Mitsugu Noda | vs | Junichi Sawayashiki |
| Hiraku Hori  | vs | Kyoung-suk Kim      |

### Supergevecht
| Melvin Manhoef | vs | Ray Sefo |

### Reservewedstrijd
| Peter Aerts | vs | Musashi |

De reservewedstrijd werd gevochten door vechters die de kwartfinales niet konden bereiken. Aerts had voor het eerst in acht jaar tijd weer de kans om wereldkampioen te worden. Hij versloeg Musashi met een KO.

### Kwartfinale
| Semmy Schilt   | vs | Jérôme Le Banner |
| Ernesto Hoost  | vs | Chalid Arrab     |
| Glaube Feitosa | vs | Ruslan Karaev    |
| Remy Bonjasky  | vs | Stefan Leko      |

Hoost, viervoudig en daarmee vaakste winnaar van de wereldbeker, wilde nog eenmaal pogen de hoogste trede op het podium te beklimmen. Ondanks zijn leeftijd wist hij de kwartfinale te winnen van Arrab. Bonjasky werd tweemaal in het kruis getrapt door Leko die daar een gele kaart voor kreeg. Bonjasky sloot na vertraging het gevecht af met winst. Desondanks gaf hij later alsnog op.

### Halve finale
| Semmy Schilt   | vs | Ernesto Hoost |
| Glaube Feitosa | vs | Peter Aerts   |

Schilt, wereldkampioen van 2005, vocht zichzelf naar de finale. Na het verlies van deze partij ontving Hoost een staande ovatie en verliet als een winnaar de ring om er nooit meer in terug te keren. Bonjasky had inmiddels door een blessure moeten opgeven; Aerts nam het stokje van hem over. Met zijn overwinning op de Braziliaan Feitosa werd er nogmaals geschiedenis geschreven. Nooit eerder hebben er twee Nederlanders in de finale gestaan.

### Finale
| Semmy Schilt | vs | Peter Aerts |

Aerts kwam met een wildcard terecht in de halve finale. Oorspronkelijk als reserve heeft hij zich weten te plaatsen in de finale waardoor hij Hoosts record bijna heeft geëvenaard. Schilt weerhield hem daarvan door zelf voor een tweede maal te overwinnen.
11 van de 14 K-1 World Grand Prix Finals zijn hiermee door Nederlanders gewonnen.